# Società Sportiva Avia 1943-1944
Questa voce raccoglie le informazioni riguardanti la Società Sportiva Avia nelle competizioni ufficiali della stagione 1943-1944.

## Rosa
| N. |                   | Ruolo | Calciatore      |
| -- | ----------------- | ----- | --------------- |
|    | Italia (bandiera) | P     | Archimede Nardi |
|    | Italia (bandiera) | P     | Grassi          |
|    | Italia (bandiera) | P     | Enrico Costanzo |
|    | Italia (bandiera) | D     | Fiorenzo Chiesa |
|    | Italia (bandiera) | D     | Alberto Giusti  |
|    | Italia (bandiera) | D     | Santangeli      |
|    | Italia (bandiera) | D     | Armando Trillò  |
|    | Italia (bandiera) | C     | Biti            |
|    | Italia (bandiera) | C     | Borgi           |
|    | Italia (bandiera) | C     | Antonio Fusco   |

| N. |                   | Ruolo | Calciatore         |
| -- | ----------------- | ----- | ------------------ |
|    | Italia (bandiera) | C     | Millo Marsigli     |
|    | Italia (bandiera) | C     | Alberto Piccinini  |
|    | Italia (bandiera) | A     | Renato Antolini    |
|    | Italia (bandiera) | A     | Bianchi            |
|    | Italia (bandiera) | A     | Otello Bonaventura |
|    | Italia (bandiera) | A     | Ugo Cerroni        |
|    | Italia (bandiera) | A     | Dante Di Benedetti |
|    | Italia (bandiera) | A     | Ottavio Morgia     |
|    | Italia (bandiera) | A     | Ranieri            |
|    | Italia (bandiera) | A     | Oliviero Zega      |